# Обрежану, Григоре
Григоре Обрежану (10 января 1911, Чобручи, Румыния — 27 января 1992, Бухарест, Румыния) — румынский почвовед.

## Биография
Родился 10 января 1911 года в Чобручах (ныне — Слободзейского (ранее — Тираспольского района) ПМР). Вскоре после рождения переехал в Клугу, где поступил в Клужскую академию высшего агрономического образования, которую он окончил в 1935 году. Работал на различных экспериментальных станциях Румынии. С 1944 по 1958 год работал в Клужском сельскохозяйственном институте. В 1958 году переехал в Бухарест и посвятил этому городу всю оставшуюся жизнь. В 1959 году был избран директором Бухарестского НИИ сельского хозяйства и проработал вплоть до смерти, одновременно с этим заведовал кафедрой почвоведения Бухарестского агрономического института.
Скончался 27 января 1992 года в Бухаресте спустя 17 дней после празднования своего 81-летия.

## Научные работы
Основные научные работы посвящены проблемам почвоведения и развития сельскохозяйственной науки в Румынии.
- Представлял Румынию в СЭВ по вопросам сотрудничества социалистических стран в области сельскохозяйственной науки.
- Принимал активное участие в деятельности Международного общества почвоведов.

## Избранные сочинения
- Обрежану Г. «Использование песчаных почв».
- Обрежану Г. «Мелиоративное почвоведение».
- Обрежану Г. «Методы исследования почв».
- Обрежану Г. «Почвоведение».

## Членство в обществах
- 1960-90 — Почётный член Академии сельскохозяйственных наук ЧССР.
- 1963-92 — Член Румынской АН.
- 1969-92 — Вице-президент Академии сельскохозяйственных и лесных наук СРР.
- 1978-92 — Иностранный член ВАСХНИЛ.